# Kate Ziegler
Kate Ziegler (Fairfax, 27 giugno 1988) è un'ex nuotatrice statunitense.
Specializzata nelle gare lunghe di stile libero, ha ottenuto i suoi migliori risultati ai Mondiali, ottenendo la doppia vittoria negli 800 m sl e 1500 m sl sia a Montréal 2005 che a Melbourne 2007.
Ha partecipato alle Olimpiadi di Pechino 2008, classificandosi 14º nei 400 m sl e 10º negli 800 m sl.
È stata primatista mondiale dei 1500 m sl col tempo di 15'42"54 dal 2007 fino ai Mondiali di Barcellona del 2013 quando il suo record è stato battuto da Katie Ledecky; è stata anche primatista mondiale in vasca corta degli 800 m sl con il tempo di 8'08"00, record migliorato in seguito da Alessia Filippi.

## Palmarès
- Mondiali

Montreal 2005: oro negli 800 m sl e nei 1500 m sl.
Melbourne 2007: oro negli 800 m sl e nei 1500 m sl.
Shanghai 2011: argento nei 1500m sl e bronzo negli 800 m sl.
- Mondiali in vasca corta

Indianapolis 2004: argento negli 800 m sl.
Shanghai 2006: oro nei 400 m sl, argento negli 800 m sl e bronzo nella 4 × 200 m sl.
Dubai 2010: bronzo negli 800 m sl.
- Giochi PanPacifici

Victoria 2006: oro negli 800 m sl e nei 1500 m sl.
Irvine 2010: oro negli 800 m sl e argento nei 1500 m sl.